# HD 93540
HD 93540 è una stella bianco-azzurra nella sequenza principale di magnitudine 5,33 situata nella costellazione della Carena. Dista 467 anni luce dal sistema solare e fa parte dell'ammasso aperto delle Pleiadi del Sud.

## Osservazione
Si tratta di una stella situata nell'emisfero celeste australe, all'interno dell'ammasso IC 2602, soprannominato "ammasso di Theta Carinae" o "Pleiadi del Sud". La sua posizione è fortemente australe e ciò comporta che la stella sia osservabile prevalentemente dall'emisfero sud, dove si presenta circumpolare anche da gran parte delle regioni temperate; dall'emisfero nord la sua visibilità è invece limitata alle regioni temperate inferiori e alla fascia tropicale. La sua magnitudine pari a 5,3 fa sì che possa essere scorta solo con un cielo sufficientemente libero dagli effetti dell'inquinamento luminoso.
Il periodo migliore per la sua osservazione nel cielo serale ricade nei mesi compresi fra febbraio e giugno; nell'emisfero sud è visibile anche per buona parte dell'inverno, grazie alla declinazione australe della stella, mentre nell'emisfero nord può essere osservata limitatamente durante i mesi primaverili boreali.

## Caratteristiche fisiche
La stella è una bianco-azzurra nella sequenza principale; possiede una magnitudine assoluta di -0,45 e la sua velocità radiale positiva indica che la stella si sta allontanando dal sistema solare.